# Négron
Der Négron ist ein Fluss in Frankreich, der in den Regionen Nouvelle-Aquitaine und Centre-Val de Loire verläuft. Er entspringt beim Weiler Nouère, im südöstlichen Gemeindegebiet von Loudun, entwässert generell Richtung Nordnordost und mündet nach rund 25 Kilometern im Gemeindegebiet von Cinais, nahe der Grenze zur Nachbargemeinde Chinon, im Regionalen Naturpark Loire-Anjou-Touraine, als linker Nebenfluss in die Vienne.
Auf seinem Wege berührt der Négron die Départements Vienne und Indre-et-Loire.

## Bezeichnung des Flusses
Der Fluss ändert in seinem Verlauf mehrfach den Namen:
- Frédilly im Quellbereich,
- Noirteau im Oberlauf,
- Négron im Unterlauf.

## Orte am Fluss
(Reihenfolge in Fließrichtung)
- Nouère, Gemeinde Loudun
- Niorteau, Gemeinde Loudun
- Basses
- Sammarçolles
- Beuxes
- Seuilly
- La Roche-Clermault
- Cinais

## Sehenswürdigkeiten
- Marais de Taligny, Naturschutzgebiet am Fluss in den Gemeinden La Roche-Clermault und Seuilly, registriert unter INPN/FR9300173.[4]